# Islam Tschesnokow
Islam Chussijewitsch Tschesnokow (kasachisch Ислам Хусиевич Чесноков; * 21. November 1999 in Öskemen) ist ein kasachischer Fußballspieler, der als Rechtsaußenspieler für den Tobyl Qostanai unter Vertrag steht.

## Karriere

### Verein
Tschesnokow begann seine Karriere in der Jugendverein von FK Altai Semei, wo er bis 2018 aktiv war. Von 2018 bis 2021 spielte er für die zweite Mannschaft Altai-M sowie zeitweise für die erste Mannschaft.
Im Jahr 2021 wechselte Tschesnokow in die belarussische Verein Belschyna Babrujsk zum FK Belshina Bobruisk. Dort absolvierte er 55 Ligaspiele und erzielte 10 Tore. Nach zwei erfolgreichen Spielzeiten wurde er im Februar 2023 vom kasachischen Erstligisten Tobyl Qostanai verpflichtet.
In der Premier League 2024 war Tschesnokow mit 10 Toren der erfolgreichste einheimische Torschütze.

### Nationalmannschaft
Sein Debüt in der kasachischen Nationalmannschaft gab Tschesnokow am 7. September 2023 im EM-Qualifikationsspiel gegen Finnland. Am 17. November 2023 erzielte er in einem Spiel gegen San Marino seine ersten beiden Länderspieltore.